# Campeonato Carioca de Futebol de 2025 - Série B1
O Campeonato Carioca da Série B1 de 2025 será a 45ª edição da terceira divisão do campeonato estadual de futebol profissional do Rio de Janeiro. A competição é organizada pela Federação de Futebol do Estado do Rio de Janeiro (FERJ).

## Formato e regulamento
A competição é disputada por 12 clubes, dividida em três fases: na primeira, chamada de Taça Corcovado, todas as associações integram um único grupo e jogam entre si por 11 rodadas em turno único. Os quatro melhores colocados se classificam para a segunda etapa do campeonato, a semifinal. Os vencedores de cada uma das semifinais avançam para a última fase, a final, que decidirá o campeão. Ambos os finalistas da Série B1 serão promovidos à Série A2 de 2026. As duas equipes piores colocadas na Taça Corcovado serão rebaixadas à Série B2 de 2026.

### Critérios de desempate
Estes são os critérios de desempate:
1. Maior número de vitórias durante a fase de grupos;
2. Maior saldo de gols durante a fase de grupos;
3. Maior número de gols pró durante a fase de grupos;
4. Confronto direto (somente caso o desempate seja entre dois clubes);
5. Menor número de cartões amarelos;
6. Sorteio público na sede da FERJ.

## Participantes
| Equipe          | Cidade                 | Em 2024              | Estádio         | Capacidade | Títulos            |
| --------------- | ---------------------- | -------------------- | --------------- | ---------- | ------------------ |
| Artsul          | Nova Iguaçu            | 3.º                  | Nivaldo Pereira | 2 184      | 0 (não possui)     |
| Bonsucesso      | Rio de Janeiro         | 2.º (Série B2 2024)  | Rua Bariri      | 8 300      | 1 (em 2003)        |
| Campo Grande    | Rio de Janeiro         | 1.º (Série B2 2024)  | Moça Bonita     | 9 024      | 0 (não possui)     |
| Carapebus       | Carapebus              | 4.º (Série B2 2024)  | Ferreirão       | 900        | 0 (não possui)     |
| Duque de Caxias | Duque de Caxias        | 11.º (Série A2 2025) | Marrentão       | 3 334      | 1 (em 2023)        |
| Friburguense    | Nova Friburgo          | 5.º                  | Eduardo Guinle  | 5 500      | 0 (não possui)     |
| Niteroiense     | Niterói                | 3.º (Série B2 2024)  | CEFAT           | 1 000      | 0 (não possui)     |
| Nova Cidade     | Nilópolis              | 6.º                  | Joaquim Flores  | 500        | 1 (em 2018)        |
| Paduano         | Santo Antônio de Pádua | 4.º                  | Moça Bonita     | 9 024      | 2 (último em 2012) |
| Petrópolis      | Petrópolis             | 12.º (Série A2 2025) | Lourival Gomes  | 4 315      | 1 (em 2014)        |
| São Cristóvão   | Rio de Janeiro         | 7.º                  | Ronaldo Nazário | 1 000      | 0 (não possui)     |
| Serrano         | Petrópolis             | 8.º                  | Atílio Marotti  | 8 500      | 0 (não possui)     |

## Taça Corcovado

### Classificação
| Pos | Equipe          | Pts | J | V | E | D | GP | GC | SG | Classificação ou descenso                     |
| --- | --------------- | --- | - | - | - | - | -- | -- | -- | --------------------------------------------- |
| 1   | Artsul          | 0   | 0 | 0 | 0 | 0 | 0  | 0  | 0  | Campeão da Taça Corcovado e classificado      |
| 2   | Bonsucesso      | 0   | 0 | 0 | 0 | 0 | 0  | 0  | 0  | Classificado para as semifinais do campeonato |
| 3   | Campo Grande    | 0   | 0 | 0 | 0 | 0 | 0  | 0  | 0  | Classificado para as semifinais do campeonato |
| 4   | Carapebus       | 0   | 0 | 0 | 0 | 0 | 0  | 0  | 0  | Classificado para as semifinais do campeonato |
| 5   | Duque de Caxias | 0   | 0 | 0 | 0 | 0 | 0  | 0  | 0  |                                               |
| 6   | Friburguense    | 0   | 0 | 0 | 0 | 0 | 0  | 0  | 0  |                                               |
| 7   | Niteroiense     | 0   | 0 | 0 | 0 | 0 | 0  | 0  | 0  |                                               |
| 8   | Nova Cidade     | 0   | 0 | 0 | 0 | 0 | 0  | 0  | 0  |                                               |
| 9   | Paduano         | 0   | 0 | 0 | 0 | 0 | 0  | 0  | 0  |                                               |
| 10  | Petrópolis      | 0   | 0 | 0 | 0 | 0 | 0  | 0  | 0  |                                               |
| 11  | São Cristóvão   | 0   | 0 | 0 | 0 | 0 | 0  | 0  | 0  | Rebaixado à Série B2 de 2026                  |
| 12  | Serrano         | 0   | 0 | 0 | 0 | 0 | 0  | 0  | 0  | Rebaixado à Série B2 de 2026                  |

### Premiação
| Taça Corcovado de 2025         |
| Border                         |
| ------------------------------ |
| A decidir Campeão (?.º título) |

### Confrontos
| Mandante \ Visitante | ART | BON | CAG | CAR | DUQ | FRI | NIT | NOV | PAD | PET | SCR | SER |
| -------------------- | --- | --- | --- | --- | --- | --- | --- | --- | --- | --- | --- | --- |
| Artsul               | —   | —   |     |     | —   |     |     | —   | —   | —   |     |     |
| Bonsucesso           |     | —   | —   | —   |     | —   | —   |     |     |     | —   | —   |
| Campo Grande         | —   |     | —   |     | —   |     |     | —   | —   | —   | —   |     |
| Carapebus            | —   |     | —   | —   |     | —   | —   |     |     | —   |     |     |
| Duque de Caxias      |     | —   |     | —   | —   | —   | —   |     |     |     | —   | —   |
| Friburguense         | —   |     | —   |     |     | —   |     | —   | —   | —   | —   |     |
| Niteroiense          | —   |     | —   |     |     | —   | —   | —   |     | —   |     |     |
| Nova Cidade          |     | —   |     | —   | —   |     |     | —   | —   |     |     | —   |
| Paduano              |     | —   |     | —   | —   |     | —   |     | —   |     | —   | —   |
| Petrópolis           |     | —   |     |     | —   |     |     | —   | —   | —   |     | —   |
| São Cristóvão        | —   |     |     | —   |     |     | —   | —   |     | —   | —   | —   |
| Serrano              | —   |     | —   | —   |     | —   | —   |     |     |     |     | —   |